# Fasterna socken
Fasterna socken i Uppland ingick i Sjuhundra härad, ingår sedan 1971 i Norrtälje kommun och motsvarar från 2016 Fasterna distrikt.
Socknens areal är 114,92 kvadratkilometer, varav 100,20 land.  År 2000 fanns här 1 176 invånare.  Tätorten Rånäs med Rånäs slott samt sockenkyrkan Fasterna kyrka ligger i socknen.  

## Administrativ historik
Fasterna socken har medeltida ursprung under namnet Esterna socken. 1797 införlivades Fasta församling och den gemensamma kyrkosocknen fick det nuvarande namnet som är en sammanläggning av de tidigare sockennamnen. Gemensam jordeboksocken dröjde och blev verklighet först 1889.
Vid kommunreformen 1862 övergick socknens ansvar för de kyrkliga frågorna till Fasterna församling och för de borgerliga frågorna till Fasterna landskommun. Landskommunen uppgick 1952 i Sjuhundra landskommun som 1967 uppgick i Rimbo landskommun som 1971 uppgick i Norrtälje kommun.
1 januari 2016 inrättades distriktet Fasterna, med samma omfattning som församlingen hade 1999/2000.  
Socknen har tillhört län, fögderier, tingslag och domsagor enligt vad som beskrivs i artikeln Sjuhundra härad. De indelta soldaterna tillhörde Upplands regemente Hundra Härads kompani.

## Geografi
Fasterna socken ligger väster om Norrtälje kring sjön Skedviken. Socknen har odlad slättbygd vid Skedviken i söder och är i övrigt en sjö- och mossrik skogsbygd.
Helt i söder passerar riksväg 77 genom socknens område.

### Geografisk avgränsning
I nordväst ligger sjön Ubby-Långsjön och invid den, byn Hummelbol. I nordost ligger Gavel-Långsjön och vid dess sydspets ligger Rånäs villasamhälle. Rånäs var före 1964 järnvägsstation på Stockholm-Roslagens Järnvägar, sträckan Länna - Rimbo. I nordost ligger Österängby och här avgränsas socknen mot Edsbro socken. I norr avgränsas socknen av Knutby socken samt längre västerut av Almunge socken, båda i Uppsala län (Närdinghundra härad). I väster ligger Gottröra socken och i sydost ligger Rimbo socken.

## Fornlämningar
Från bronsåldern finns spridda gravrösen. Från järnåldern finns cirka 800 gravar på olika gravfält. En runristning finns omtalad men är ej längre kvar.
Från historisk tid finns ruinerna av Fasta kyrka och Mörby slott.

## Namnet
Namnet bildades 1797 av Estarna (1303 parochie Estarnum – 'Esterna församling' i dativ – som har oklar tolkning och Fasta (1317 Fastakirkia) som troligen innehåller mansnamnet Faste.